# شاهدیه
شاهدیه شهری از توابع بخش مرکزی شهرستان یزد در استان یزد ایران است.

## ویژگی‌ها
شاهدیه از سه بخش ابرندآباد، گردفرامرز و نصرت آباد تشکیل شده است. ابرندآباد بزرگ‌ترین بخش از این سه بخش است و مرکز شاهدیه است گردفرامرز بلافاصله بعد از ابرندآباد قرار دارد و نصرت آباد در کنار این دو قرار گرفته است. تقریباً به شهر یزد چسبیده است.
شغل اصلی مردم در ابرند آباد و نصرت آباد کشاورزی است. اهالی گردفرامرز که به کویت یزد معروف است به کار تولید پارچه و روفرشی مشغول هستند و بیش از ۸۰ درصد پارچه‌های مبل و تقریباً تمام روفرشی در ایران در گردفرامرز تولید می‌شود.
در سال ۱۳۹۵ جمعیت شاهدیه به ۱۸۰۰۰ نفر رسیده است و به علت موقعیت مناسب در حاشیه شهرستان یزد مهاجرپذیری زیادی دارد.
| شهرداری شاهدیه |                     |                     |                     |                     |              |              |                   |                           |
| استان          | استان               | شهرستان             | بخش                 | درجه شهرداری        | درجه شهرداری | جمعیت        | مساحت کیلومترمربع | سال تأسیس                 |
| یزد            | یزد                 | یزد                 | مرکزی               | ۶                   | ۶            | ۱۸۳۰۹        | ۲۰                | ۱۳۷۱                      |
|                |                     |                     |                     |                     |              |              |                   |                           |
| مشخصات شهردار  |                     |                     |                     |                     |              |              |                   |                           |
| نام خانوادگی   | نام خانوادگی        | نام خانوادگی        | نام                 | محل تولد            | محل تولد     | تاریخ انتصاب | مدرک تحصیلی       | رشته                      |
| میرنژاد        | میرنژاد             | میرنژاد             | سیدعلی              | یزد                 | یزد          | ۳۰/۰۶/۹۶     | فوق لیسانس        | جغرافیا و برنامه‌ریزی شهری |
| شهرداران قبلی  |                     |                     |                     |                     |              |              |                   |                           |
| ردیف           | نام و نام خانوادگی  | نام و نام خانوادگی  | نام و نام خانوادگی  | نام و نام خانوادگی  | تاریخ انتصاب |              |                   |                           |
| ۱              | محمدجواد فلاح       | محمدجواد فلاح       | محمدجواد فلاح       | محمدجواد فلاح       | ۹/۲/۱۳۷۱     |              |                   |                           |
| ۲              | جلال حج فروش        | جلال حج فروش        | جلال حج فروش        | جلال حج فروش        | ۷/۵/۱۳۷۲     |              |                   |                           |
| ۳              | مهدی شعشعی          | مهدی شعشعی          | مهدی شعشعی          | مهدی شعشعی          | ۳۰/۶/۱۳۷۴    |              |                   |                           |
| ۴              | سیدعلی علوی         | سیدعلی علوی         | سیدعلی علوی         | سیدعلی علوی         | ۱۶/۳/۱۳۷۸    |              |                   |                           |
| ۵              | محمدعلی رحمت آبادی  | محمدعلی رحمت آبادی  | محمدعلی رحمت آبادی  | محمدعلی رحمت آبادی  | ۲۹/۴/۱۳۸۳    |              |                   |                           |
| ۶              | محمدجواد ابوالحسینی | محمدجواد ابوالحسینی | محمدجواد ابوالحسینی | محمدجواد ابوالحسینی | ۱۶/۷/۱۳۹۲    |              |                   |                           |

### موقعیت جغرافیایی شهر شاهدیه
شهر شاهدیه در شمال غربی شهر یزد و طول شرقی ۵۴٬۱۵ و ۵۴٬۱۸ درجه و عرض شمالی ۳۱٬۵۵ و ۳۱٬۵۸ درجه قرار گرفته است و مساحتی برابر با ۲۰٫۲ کیلومتر مربع را اشغال کرده است.
- عوارض طبیعی
شهر شاهدیه بین دشت یزد-اردکان قرار گرفته و ارتفاع این شهر از سطح دریا ۱۱۸۰ تا ۱۲۰۰متر است و وسعتی برابر با ۲۰٫۲ کیلومتر مربع را در بر می‌گیرد.
- وضعیت توپوگرافی
شهر در دشت قرار دارد و شیب عمومی شهر از سمت شرق به غرب است. متوسط ارتفاع آن از سطح دریا حدود ۱۱۸۰ متر است و در بالاترین ارتفاع به ۱۲۰۰ متر می‌رسد.
- مسائل اقلیمی
بر اساس تقسیم‌بندی کوپن شهر شاهدیه در اقلیم گرم و خشک بیابانی واقع شده است.
بررسی وضعیت بارندگی طی دوره مطالعاتی ۱۵ ساله در منطقه شاهدیه، حدود ۶۴٫۲ میلیمتر است. کمترین میزان بارندگی ۲۳٫۳ میلی‌متر و بیشترین آن ۱۲۶٫۱ میلیمتر است که اکثراً در فصل‌های زمستان و بهار رخ می‌دهد. همچنین میانگین درجه حرارت سالانه برابر با ۱۸٫۸ است.
میانگین درجه حرارت گرمترین ماه سال، ۳۱٫۵ درجه و در تیر ماه است. میانگین درجه حرارت در سردترین ماه سال نیز از دی ماه تا تیر ماه سیر صعودی و از تیر ماه تا دی ماه سیر نزولی دارد.

### تعداد و نحوه استقرار آبادی‌ها
شهر شاهدیه به دلیل تنوع فرم در بخش‌های گوناگون، تنوع ساکنین و بنیادهای فرهنگی –اجتماعی و عواملی از این قبیل دارای یک الگوی ذهنی اجتماعی قوی است که در آن محدوده‌های منفصل ولی مشخص قابل شناسایی است که این محدوده‌ها به عنوان محله شناسایی شده است.
شهر از سه محله به نام‌های ابرندآباد، گردفرامرز و نصرت آباد تشکیل شده است که هر کدام یک ناحیه شهری محسوب شود و خود غالباً متشکل از چند زیر محله کوچکتر است. علاوه بر الگوی ذهنی یک الگوی عینی نیز وجود دارد مثل: منطقه کارگاه‌ها، بافت قدیم و… از آنجاکه شهر در دو دهه اخیر به شهر تبدیل شده و هسته اولیه آن چند روستاست بنابراین آبادی‌ها در مجموع شهر را تشکیل داده‌اند.
وضع ارتباطات بین آبادی‌ها و شهر و سیستم حمل و نقل
حمل و نقل و جابجایی کالا و مسافر از هر مرکز جمعیتی یا تولیدی به سایر مراکز جمعیتی به صور مختلف صورت می‌گیرد. این روش‌ها عبارتند از:
1. سیستم حمل و نقل جاده‌ای
2. سیستم حمل و نقل هوایی
3. سیستم حمل و نقل ریلی

ارتباط جاده‌ای
شهر شاهدیه از طریق معابر زیر به شهر یزد متصل می‌شود:
1. خیابان سرگرد سامعی که از سمت جنوب شهر، شاهدیه را به دروازه قرآن یزد متصل می‌کند، خیابان فوق با شهر یزد مشترک است.
2. خیابان دانش وران که از میدان شاهد شروع شده و بخش جنوبی شهر شاهدیه را به شهر یزد متصل می‌کند.
3. خیابان تازه تأسیس که از میدان امام حسین شروع شده و مستقیماً به بزرگراه شیخ فقیه خراسانی متصل می‌شود و شاهدیه را به توسط بزرگراه فوق به شهرهای یزد، میبد و … متصل می‌کند.

۴. بلوار ۲۲ بهمن که با ادغام شدن به بلوار کشاورز در جنوب نصرت آباد به بزرگراه شیخ فقه خراسانی متصل می‌شود.
۵. خیابان امام خمینی که از سمت شمال با عبور از میدان صاحب الزمان به کنار گذر شمالی شهر یزد متصل می‌شود.
ارتباط هوایی
به دلیل وجود فرودگاه در شهر یزد و نزدیکی آن به شاهدیه می‌توان فرودگاه یزد را برای شهر شاهدیه نیز تلقی کرد.
ارتباط ریلی
شاهدیه در سمت جنوب از طریق شهر یزد به شبکه ریل سراسری کشور که از تهران به بندرعباس می‌رود متصل است.
سفرهای برون‌شهری در شهر شاهدیه به دلیل مجاورت با شهر یزد عمدتاً از شهر یزد صورت می‌گیرد، به همین دلیل هیچگونه ترمینال مسافربری در شهر شاهدیه وجود ندارد.
مساجد مهم و زیارتگاه‌ها: مسجد جامع ابرند آباد – مسجد جامع گردفرامرز- مسجد مهدیه ابرند آباد – زیارتگاه شیخ محمد سلطان مسجد باغستان و…
مجتمع‌های میراث فرهنگی و آثار باستانی و نقاط دیدنی قلعه تاریخی ابرند آباد - قلعه گردفرامرز – آب‌انبار نصرت آباد- بادگیرها و آتشکده نصرت آباد – کاروانسرا و آب‌انبار تاریخی گردفرامرز- بافت قدیم ابرند آباد
پارک‌ها، تفرجگاه‌ها و مناطق طبیعی گردشگری: پارک لاله -پارک شهدای هفتم تیر- تپه‌های تاریخی ابرند آباد- کوچه باغ‌های شاهدیه
هتل و مجتمع پذیرایی سیب و نار شاهدیه – هتل و مجتمع پذیرایی باغ گل انار شاهدیه – هتل سنتی در شر بهره‌برداری در نصرت آباد.
دانشگاه‌ها: دانشگاه پیام نور واحد شاهدیه – مرکز تحقیقات نانو ساختار شاهدیه